# Dactylopisthoides
Dactylopisthoides hyperboreus és una espècie d'aranya araneomorfa de la subfamília Erigoninae, dins de la família Linyphiidae.
Fou descrit per primera vegada per Kiril Ieskov l'any 1990,
És l'únic membre del gènere monotípic Dactylopisthoides.

## Distribució
És un endemisme de Rússia, concretament es pot trobar a l'Óblast de Magadan.